# Jennifer Winget
Jennifer Winget (Bombay, 30 maggio 1985) è un'attrice indiana.
Considerata come una delle attrici televisive indiane più pagate, nella sua lunga carriera ha anche ricevuto numerosi riconoscimenti tra cui gli Indian Television Academy Awards. Ha iniziato la sua carriera come attrice bambina con il film del 1995 Akele Hum Akele Tum, debutto poi sul piccolo schermo nel 2002 con Shaka Laka Boom Boom.
Ha poi recitato in svariate pellicole tra cui Kasautii Zindagii Kay, Sangam e Dill Mill Gayye, affermandosi a livello nazionale come attrice con le sue interpretazione in Saraswatichandre, nelle serie Beyhadh e Bepannah.

## Filmografia parziale

### Cinema
- Akele Hum Akele Tum (1995)

### Televisione
- Shaka Laka Boom Boom (2002)